# Hippotion stricta
Hippotion stricta är en fjärilsart som beskrevs av Emilio Berio 1948. Hippotion stricta ingår i släktet Hippotion och familjen svärmare. Inga underarter finns listade i Catalogue of Life.